# نینتندو ئی‌شاپ
نینتندو ئی‌شاپ (ژاپنی: ニンテンドーeショップ؛ انگلیسی: Nintendo eShop) یک سرویس توزیع دیجیتال مبتنی بر شبکهٔ نینتندو برای وی یو و نینتندو ۳دی‌اس، و برای نینتندو سوئیچ به‌واسطهٔ پشتیبانی توسط یک زیرساخت آنلاین اختصاصی است. این فروشگاه که در ژوئن ۲۰۱۱ بر روی نینتندو ۳دی‌ای راه‌اندازی شد، با انتشار یک به‌روزرسانی سیستم، که قابلیت استفاده از فروشگاه را به منوی خانهٔ نینتندو ۳دی‌اس اضافه می‌کرد، فعال شد.